# تشارلز بي سيسيل
تشارلز بي سيسيل (بالإنجليزية: Charles P. Cecil)‏ هو ضابط أمريكي، ولد في 4 سبتمبر 1893 في لويفيل في الولايات المتحدة، وتوفي في 31 يوليو 1944 في المحيط الهادئ.